# یواس‌اس کنباگو (ای‌او-۸۱)
یواس‌اس کنباگو (ای‌او-۸۱) (به انگلیسی: USS Kennebago (AO-81)) یک کشتی بود که طول آن ۵۲۳ فوت ۶ اینچ (۱۵۹٫۵۶ متر) بود. این کشتی در سال ۱۹۴۳ ساخته شد.